# 下呂市下呂ふるさと歴史記念館
下呂市下呂ふるさと歴史記念館（げろしげろふるさとれきしきねんかん）は、岐阜県下呂市にある博物館。
下呂ふるさと歴史記念館とも称する。

## 概要
博物館法及び地方自治法の規定に基づき設置された、下呂市の資料の収集、保管、展示、調査研究を目的とした施設である。岐阜県より博物館に相当する施設（指定施設）として指定されている。
旧石器時代の峰一合遺跡の調査成果公開の施設として1972年（昭和47年）5月1日に中部山岳考古館として開館。1985年（昭和60年）峰一合遺跡考古館に改称、1995年（平成7年）に下呂町ふるさと歴史記念館に改称。2004年（平成16年）に益田郡4町1村（下呂町、萩原町、金山町、小坂町、馬瀬村）の合併で下呂市が発足すると、下呂市下呂ふるさと歴史記念館に改称する。
下呂町の歴史に関する博物館であったが、2012年（平成24年）に改装され、下呂市全体の歴史に関する博物館となった。また、古代アクセサリー（勾玉）製作、縄文土製品製作、ミニチュア縄文土器製作などの体験が可能である（体験は有料）。
建物は縄文公園（峰一合遺跡の史跡公園）に隣接する。縄文公園には縄文時代と弥生時代の竪穴建物が復元されている。

## 施設概要
- 手作り縄文体験ルーム

- 第1展示室：「下呂の歴史と幕開け」旧石器時代 - 平安時代[3]。
  - 大林遺跡（旧石器時代）出土品
  - 峰一合遺跡（縄文時代）出土品
  - 上ヶ平遺跡（弥生時代）出土品

- 第2展示室：「下呂の中世と統治者」室町時代 - 戦国時代[3]。
  - 大威徳寺跡出土品
  - 桜洞城跡出土品

- 第3展示室：「下呂の人々とそのあゆみ」江戸時代[3]。
  - 加藤素毛に関する資料
  - 細江静男に関する資料
  - 飛騨の林業史
  - 下呂温泉に関する資料

- 第4展示室：「下呂の過去から現代へ」明治時代 - 昭和時代[3]。
  - 梅村騒動
  - 地租改正に関する資料
  - 廃藩置県に関する資料
  - 太平洋戦争に関する資料

## 利用案内
- 所在地：岐阜県下呂市森1808-37
- 開館時間：
  - 9：00 - 17：00（3月から11月）
  - 9：00 - 16：30（12月から2月）
- 休館日：月曜日（祝日の場合は翌日）、年末年始（12月29日 - 1月4日）
  - 年数回の臨時休館あり。
- 入館料：無料
  - 企画展によっては有料になる場合あり。

## 交通アクセス

### 公共交通機関
- JR高山本線 下呂駅下車、徒歩で約40分。
- 濃飛乗合自動車：合掌村線「下呂交流会館」バス停より徒歩で約12分。

## 周辺施設
- 下呂交流会館
- 下呂温泉合掌村
- 岐阜県立下呂特別支援学校
- 大江戸温泉物語下呂新館